# Hua He
Dans ce nom chinois, le nom de famille, Hua, précède le nom personnel.
Pour les articles homonymes, voir Hua.
Hua He était un historien et lettré chinois du royaume de Wu lors de la période des Trois Royaumes en Chine antique. Il contribua au récit historique des Wu (Wu shu), qui fut l'une des bases du Sanguo Zhi (Chroniques des Trois Royaumes) de Chen Shou. 

## Biographie
Autour de l’an 252, sous le règne de Sun Liang, il est nommé sur un comité afin de contribuer à la rédaction de l’Histoire de l’État de Wu (Wu shu). Au cours des années qui suivirent certains membres du comité furent punis pour divers crimes et Hua He plaida à chaque fois en leur faveur. Ainsi, en l’an 273, alors que son collègue Xie Ying fut contraint à l’exil, il soutint que celui-ci fut un des rares hommes pouvant l’assister dans son travail, et ce dernier fut rappelé. 
Sous le règne de Sun Hao il occupa les titres d’Historien d’État de la Droite et de Préfet du Pavillon Oriental. En l’an 275, il fut renvoyé pour une offense mineure et mourut chez lui un an plus tard.

## Son personnage dans le roman
Dans le chapitre 120 du roman Histoire des Trois Royaumes écrit par Luo Guanzhong, Hua He, alors trésorier adjoint, est sévèrement rabroué par l'Empereur Sun Hao après s'être opposé à sa perspective d'offensive précipitée contre les Jin. Chassé de la Cour, Hua He désespéra sur le sort des Wu et se retira dans sa demeure.